# Baie d'Audierne
Pour les articles homonymes, voir Audierne (homonymie).
Ne doit pas être confondu avec Baie d'Audierne (îles Kerguelen).
La baie d'Audierne correspond à la portion du littoral du Finistère délimitée au nord par la pointe du Raz et au sud par celle de Penmarc'h. Elle dessine un arc de cercle étiré de l'embouchure du Goyen, petit fleuve côtier, au nord-ouest à la pointe de la Torche au sud.

## Géographie et géologie

### Description

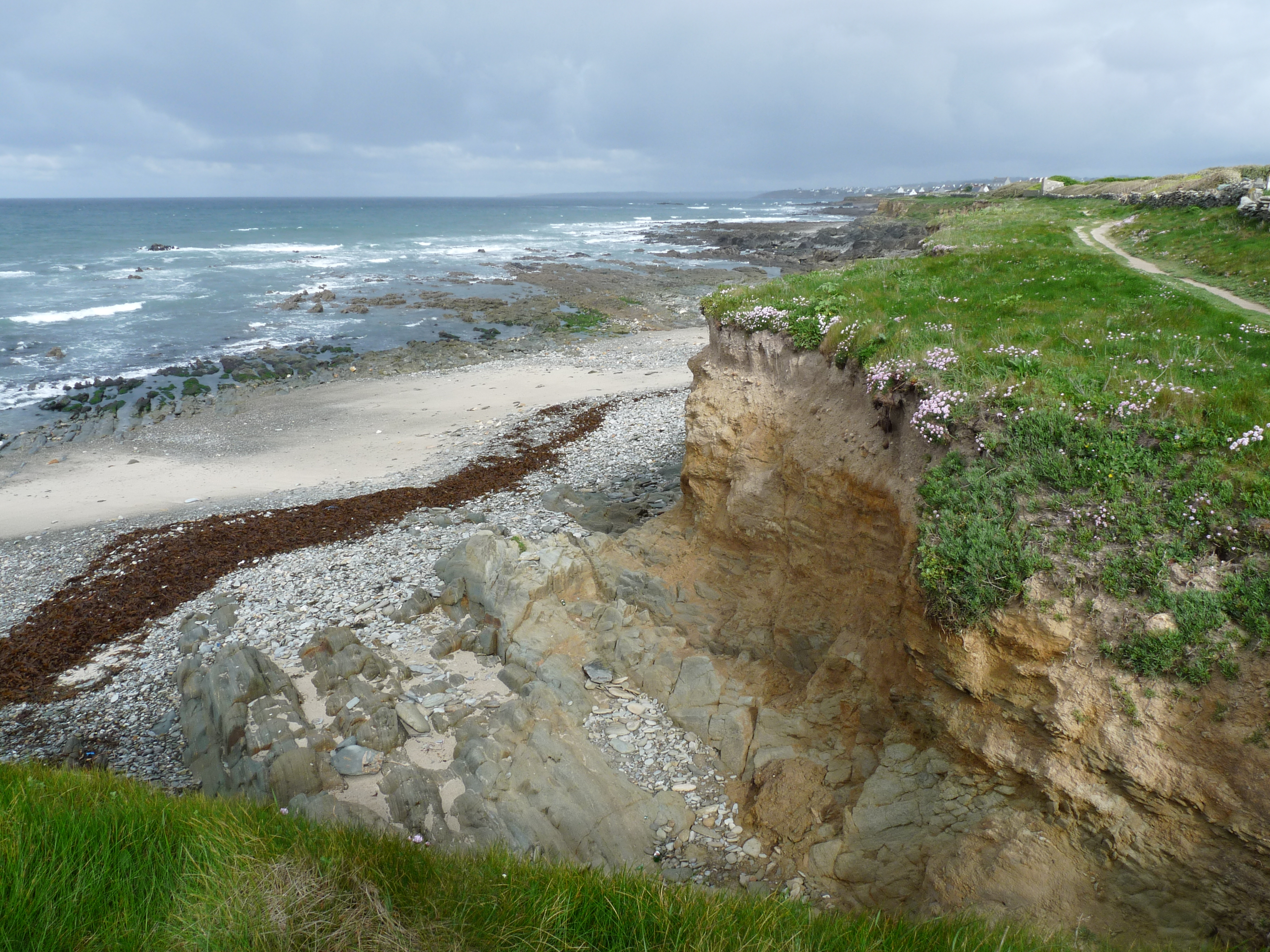
La côte entre Plouhinec et Plozévet.

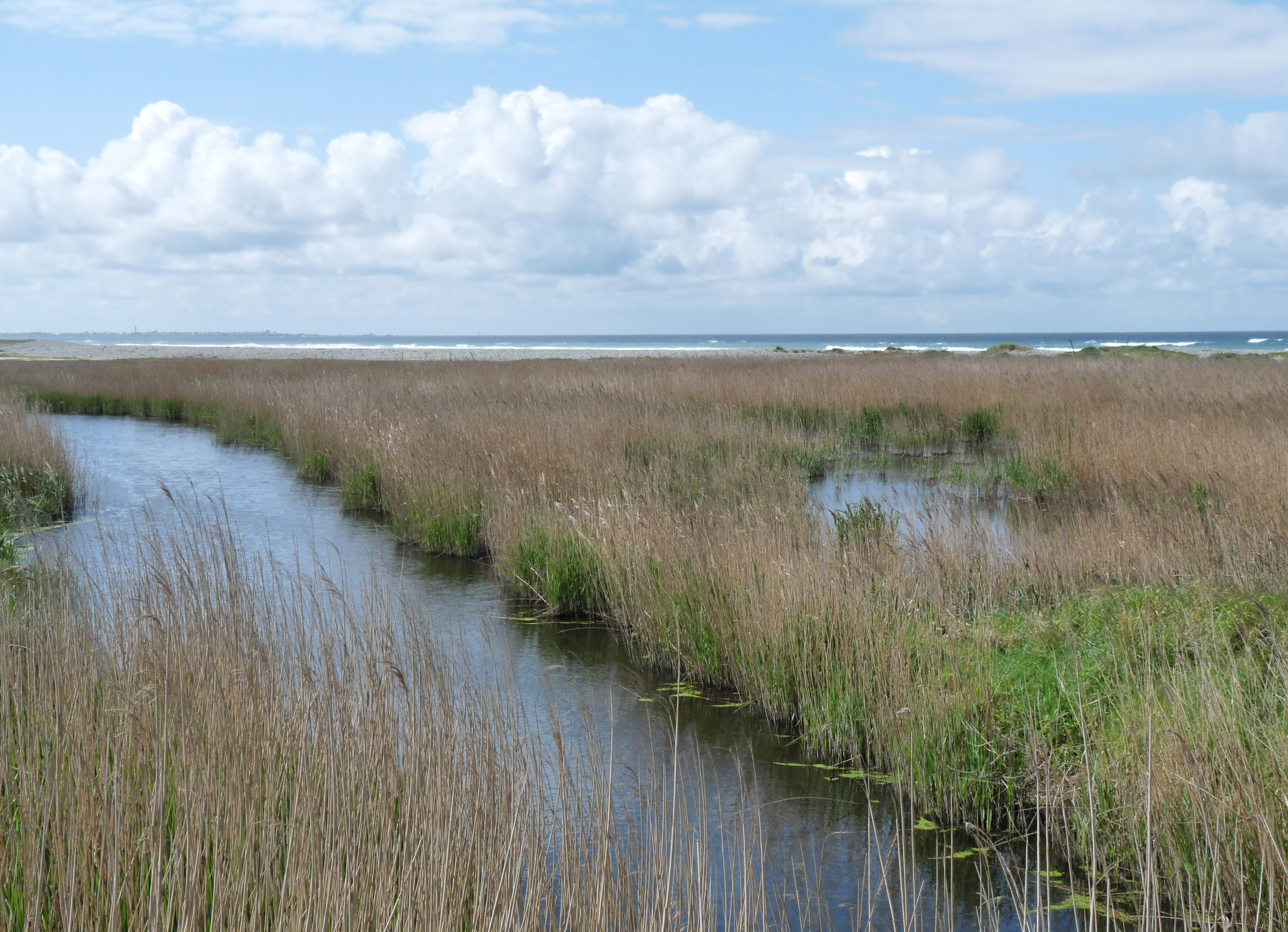
Site naturel protégé de Kerbinigou (roselières et étang littoral à Tréogat).

À la différence de la rade de Brest et de la baie de Douarnenez qui sont des plans d'eau très protégés des vents, propres à accueillir des navires de fort tonnage, la baie d'Audierne est inhospitalière, et ne compte pas de ports de quelque importance, à l'exception de ceux d'Audierne et de Poulgoazec, sur les rives de l'estuaire du Goyen. Au sud d'Audierne on ne compte que deux minuscules havres, ceux de Pors-Poulhan et de Penhors. Saint Guénolé en Penmarc'h, situé à l'extrême sud de la baie, se rattache au complexe des ports bigoudens (Saint Guénolé, Kérity, Guilvinec, Lesconil, Loctudy).
Entre Audierne et la pointe du Raz, on peut mentionner les minuscules ports du Loc'h en Primelin et celui de Bestrée en Plogoff. La liaison maritime avec l'île de Sein se fait à partir de Saint Evette, en Esquibien.
Les communes de la baie sont, du nord au sud : Plogoff, Primelin, Esquibien, Audierne, Plouhinec, Plozévet, Pouldreuzic, Plovan, Tréogat, Tréguennec, Saint Jean-Trolimon, Plomeur et Penmarc'h.

### Géologie
Sur le plan géologique, la baie fait partie du domaine sud armoricain du Massif armoricain marqué par le cisaillement sud-armoricain. Cette immense faille se manifeste essentiellement par des roches magmatiques de type granite armant les reliefs qui constituent les contreforts du haut pays bigouden. Alors que les falaises granitiques atteignent près de 100 mètres dans la partie ouest et centrale de la baie, elles s'abaissent au niveau de Pouldreuzic. Elles y sont en effet constituées de micaschistes moins résistants à l'érosion, donnant ainsi un estran très plat et des falaises basses. Le socle est affecté d'une tectonique tangentielle qui donne lieu à d'importants chevauchements (empilement de nappes de chevauchement) qui se traduisent par la superposition d'unités métamorphiques, avec de la base au sommet : l'orthogneiss de Plounéour-Lanvern, les micaschistes et gneiss albitiques, le complexe de Peumerit-Tréogat, l'orthogneiss mylonitique, et les micaschistes et métabasites de Languidou. La foliation des micaschistes marque la présence de flancs d'un vaste synforme hercynien dessiné. Le complexe ophiolitique de Peumerit-Tréogat affleurant sur les terres émergées est probablement le témoin d’un océan très ancien (l'océan Centralien qui s'est refermé lors de l'orogenèse varisque).

### L'Ero Vili
Ainsi, du point de vue physique, une fois passées la côte rocheuse de Penmarc'h et la pointe de la Torche ce qui caractérise la baie d'Audierne jusqu'à Plozévet, c'est une côte basse bordée d'un cordon de galets (principalement formé de galets de granite, de micaschiste et de quartz, et même de diorite porphyrique à hauteur de Plovan ; ces galets sont souvent très gros, atteignant 30 cm de longueur pour certains), long d'environ 10 km, allant du sud de Penhors jusqu'à la Pointe de la Torche (formé lors des périodes interglaciaires de l'ère quaternaire) avec un arrière-pays de dunes et d'étangs (anciens marais maritimes désormais sans communication avec la mer, car le cordon de galets barre l'écoulement de l'eau des ruisseaux côtiers) très peu profonds, en fait des lagunes (la plus importante est le Loc'h ar Stang, marais d’eau douce régulièrement inondé en hiver, qui est aussi le déversoir de l'étang de Saint-Vio. Les principaux étangs sont les étangs de Trunvel (d'une superficie d'une cinquantaine d'hectares), Kergalan, Nérizélec et Saint-Vio. La falaise de galets, en se formant, a isolé à l'arrière une zone humide de marécages (paluds) et d'étangs littoraux, qui l'hiver, inondent une grande partie de la plaine dunaire. L'eau de mer peut s'infiltrer à travers le cordon ou passer par-dessus lors des tempêtes ou de grandes marées. La nature y est globalement bien préservée. Toutefois, de fortes tempêtes bousculent parfois ce cordon de galets, provoquant ainsi, comme en 1717, 1965 et 1979, des inondations d'eau de mer préjudiciables à la flore et à la faune des roselières, même si, avec le temps, le cordon de galets se reforme.
L'Ero Vili a formé progressivement entre 1775 et 1940 un arc continu de galets, ceux-ci provenant d'accumulation de roches cristallophylliennes et de porphyres provenant de la Chaussée de Sein et transportés lors des diverses transgressions marines sur les platiers rocheux situés au nord de la pointe du Souch, d'où ils ont migré progressivement vers le sud-est depuis le Moyen-Âge.

### Un espace longtemps désolé
Les voyageurs étaient frappés par le passé par la désolation du paysage. Adolphe Joanne par exemple écrit : « Le mugissement des lames qui roulent avec fracas sur les galets du rivage, principalement sur la levée de cailloux de Plovan et le plateau de Penhors, les cris lugubres des goélands, des cormorans, des courlis et des mouettes, frappent seuls l'oreille du voyageur sur les bords désolés de la baie. On n'y voit ni maisons, ni cultures ; on n'y entend ni les chants du laboureur, ni le bêlement des troupeaux, enfin aucun de ces bruits qui, dans la campagne, indiquent ordinairement le voisinage de l'habitation de l'homme ».
De Plozévet à Plouhinec, les plages et les falaises alternent. Après Audierne, la hauteur des falaises s'élève progressivement, pour parvenir à la remarquable pointe du Raz, que prolongent les récifs de la chaussée de Sein. La partie la plus sauvage, qui est aussi la plus fragile, est la partie méridionale entre Plovan et la pointe de Pors Carn.
Du point de vue humain, la partie de la baie au sud de Pors Poulhan appartient au Pays Bigouden, et celle située au nord, au Cap Sizun, la différence étant perceptible dans les coiffes et costumes traditionnels, qui déterminaient un sentiment fort d'appartenance à l'une ou l'autre de ces communautés. D'ailleurs une statue de bigoudène, taillée par la sculpteur René Quillivic a été érigée sur la rive sud de Pors Poulhan, et sur son socle on peut lire en français et en breton, qu'« ici s'achève le Pays Bigouden ».

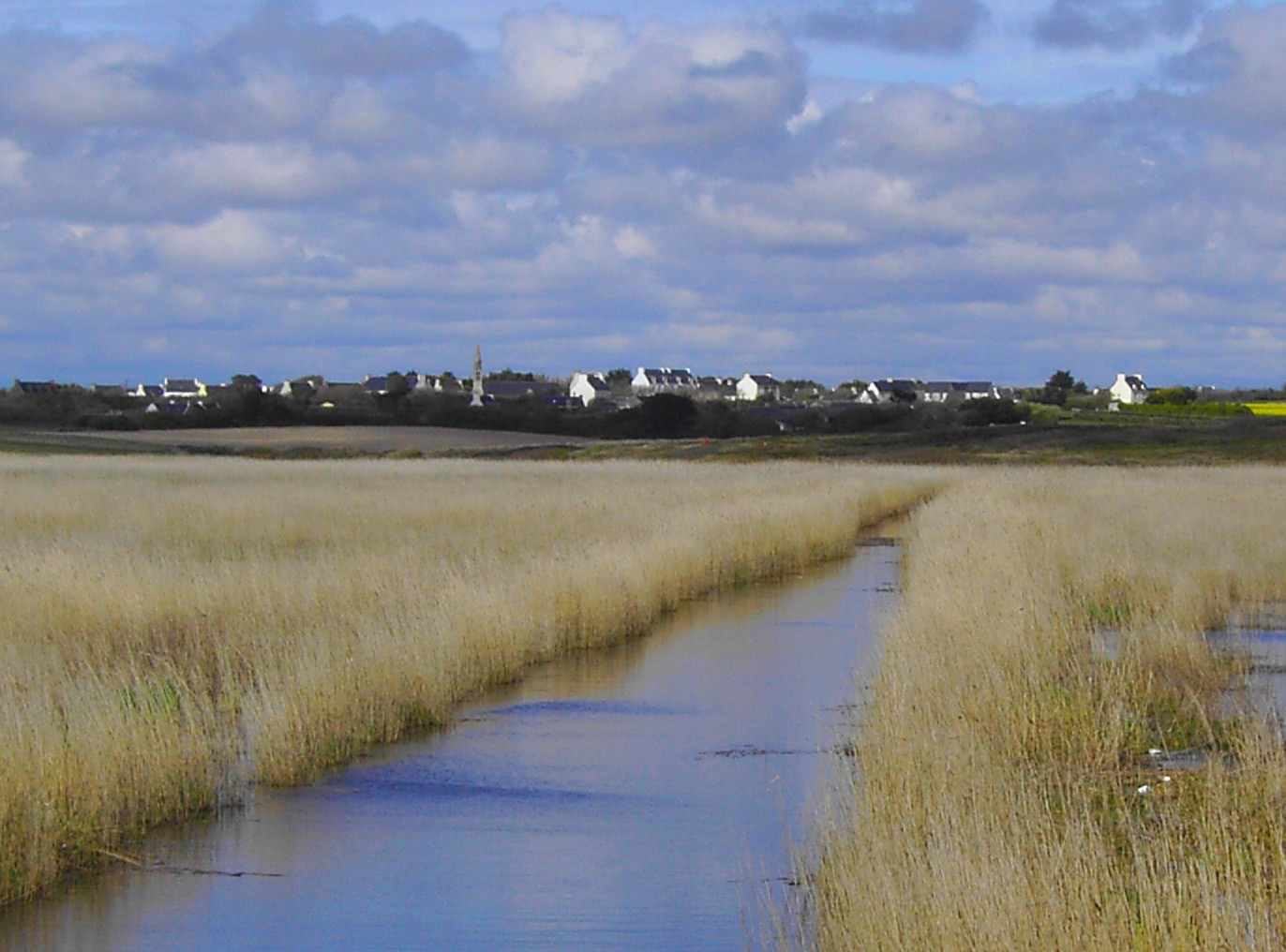
Baie d'Audierne : étang à hauteur du bourg de Plovan, visible à l'arrière-plan
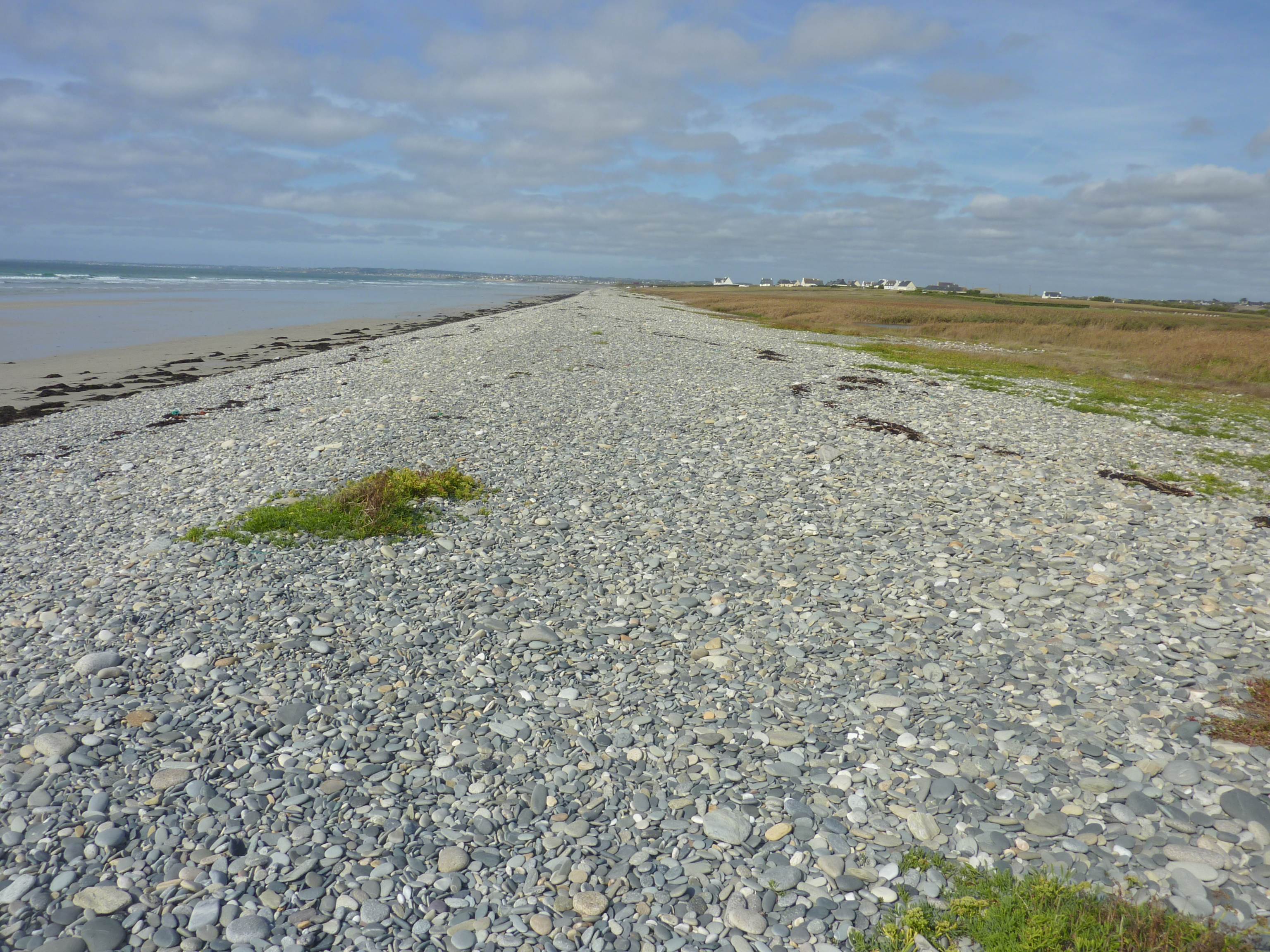
Baie d'Audierne (Plovan) : cordon de galets entre Kervinigou et Ru Vein
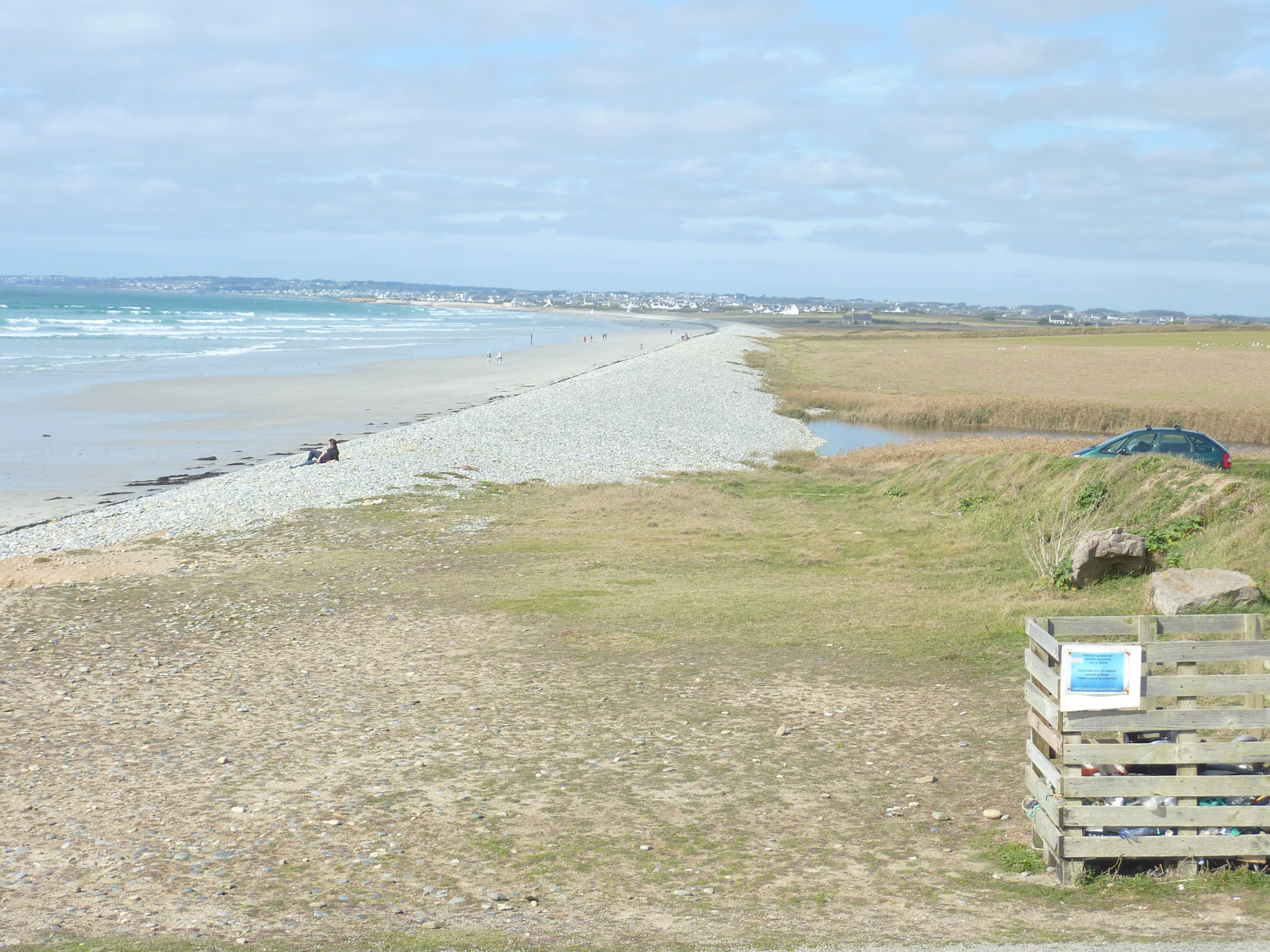
Baie d'Audierne (Plovan) : cordon de galets de la partie nord de la Baie d'Audierne vu de Ru Vein
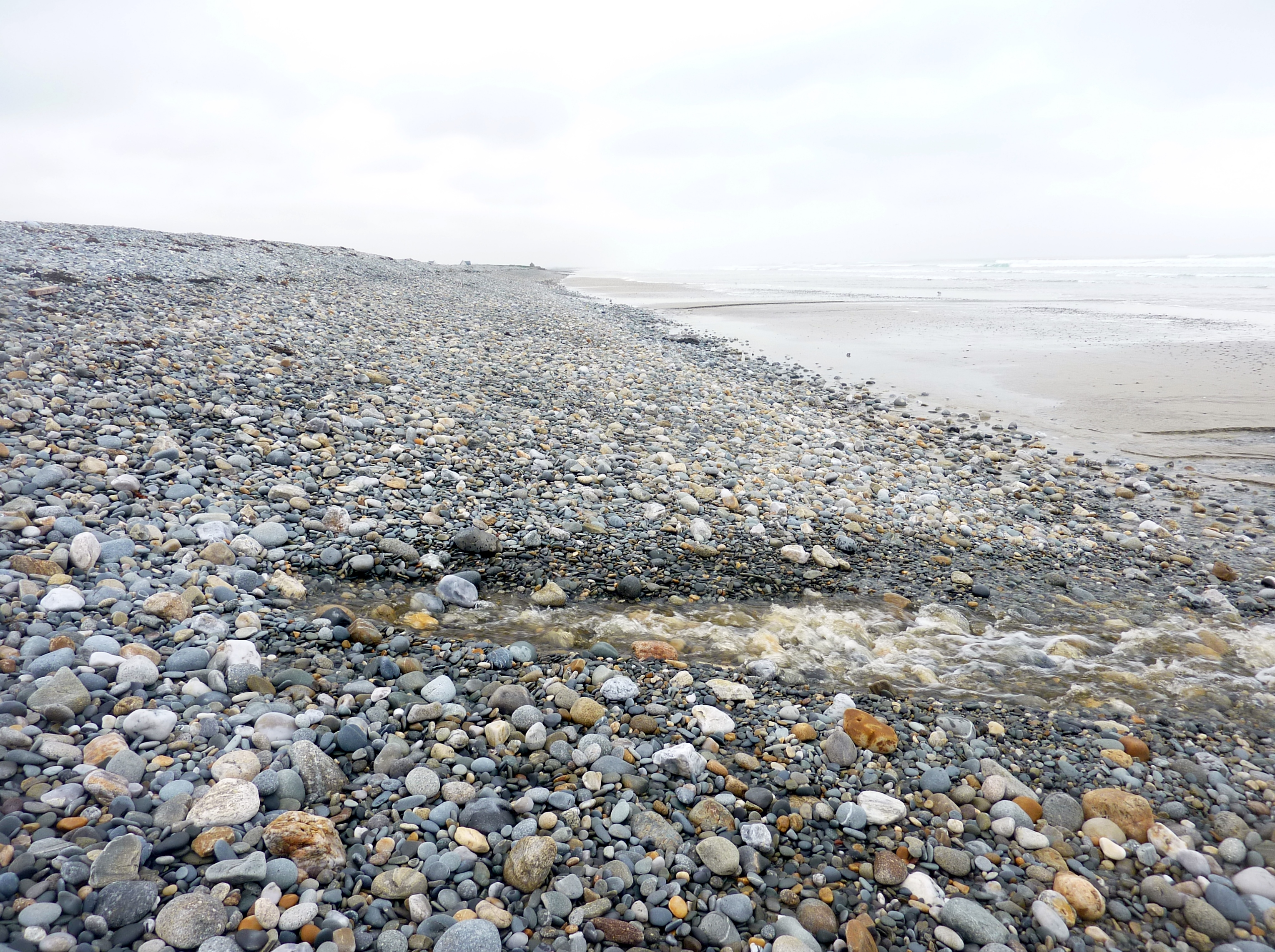
Le cordon de galets en face de Plovan
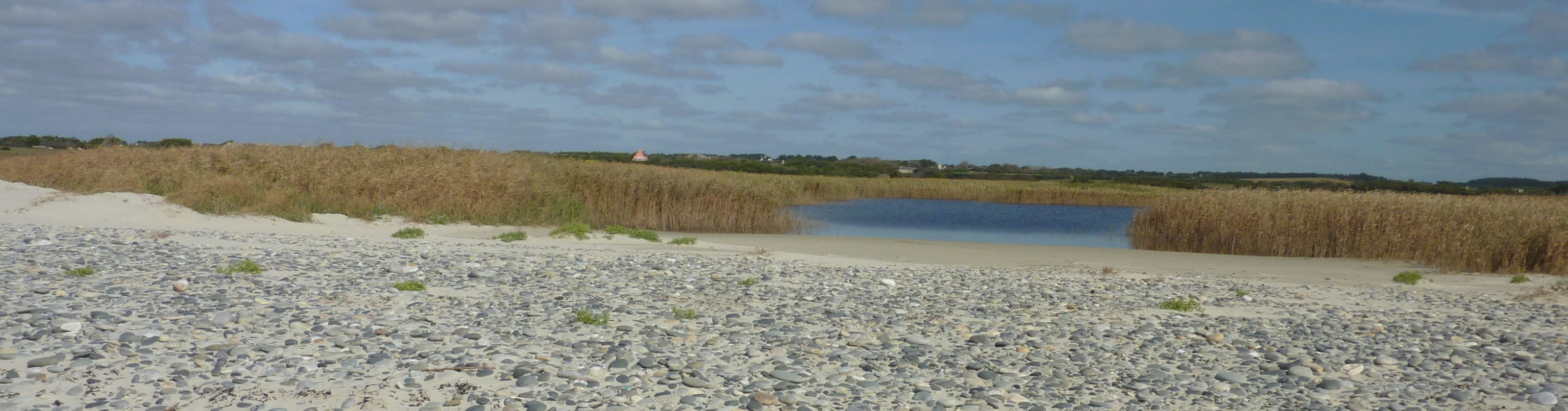
Baie d'Audierne (Tréogat) : l'étang de Trunvel vu du cordon de galets du littoral de la Baie d'Audierne
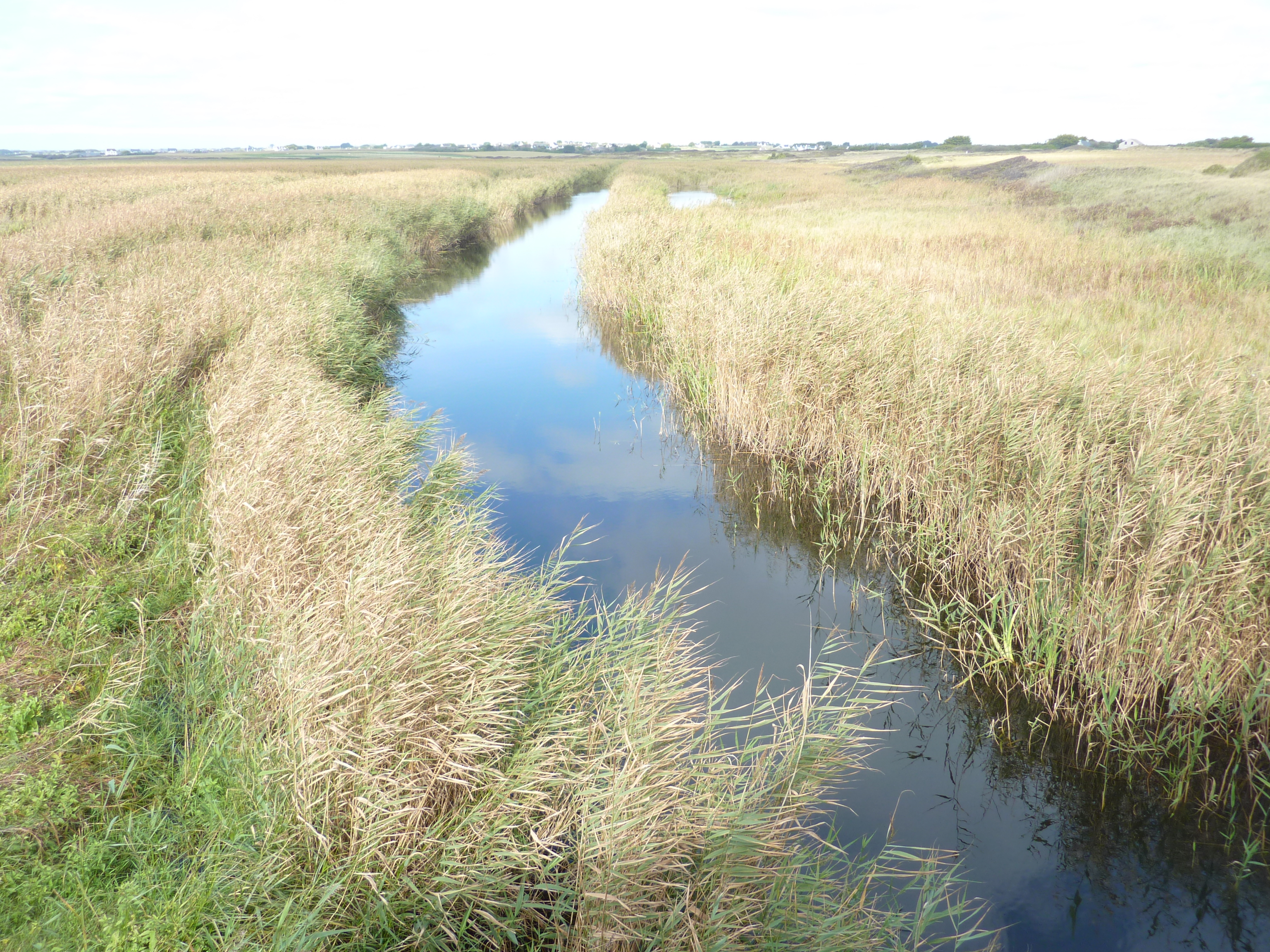
Baie d'Audierne (Tréogat) : le ruisseau reliant les étangs de Trunvel et de Kergalan
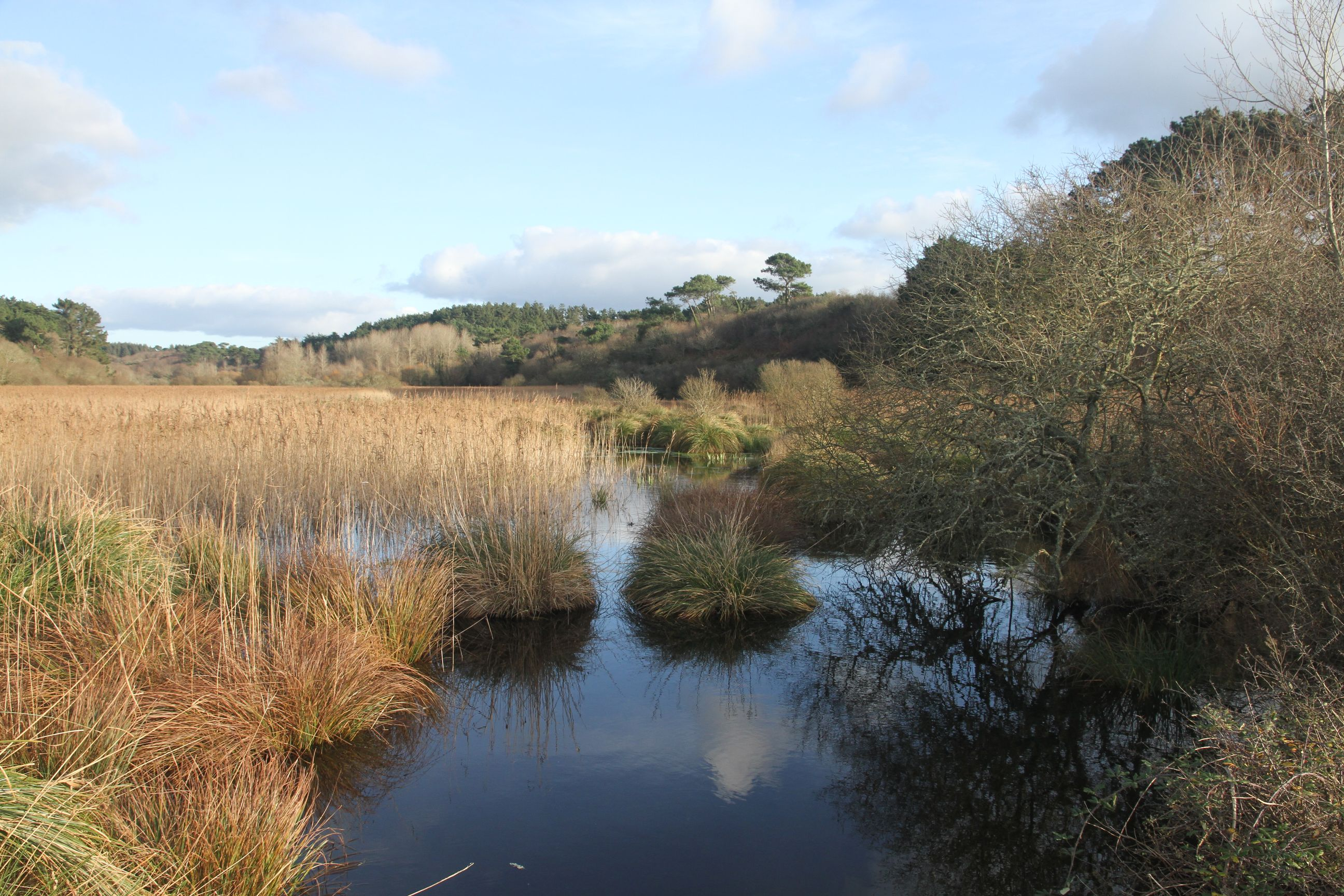
Baie d'Audierne (Tréogat) : étang de Trunvel depuis la route du Vent solaire

Longue d'une trentaine de kilomètres, la baie forme un arc de cercle ouvert au sud-ouest. Entre novembre et mars, les vagues y sont fortes et conviennent très bien pour la pratique du surf, particulièrement à la Pointe de la Torche située à son extrémité sud.

## Histoire

### Modifications anciennes du relief et leurs conséquences
Per Jakez Helias décrit ainsi, dans le conte La rivière de Kido, de manière imagée, les conséquences de l'envasement et de l'ensablement progressif de la région :

« Le pays de Penmarc'h, en ce temps-là, était un archipel d'îles basses entre lesquelles on circulait par des canaux. Tout au long de la Baie d'Audierne, il y avait des ports ouverts. Et c'est par la route de mer que les pèlerins arrivaient de toute part au grand pardon de Languidou. Ils venaient même de pays étrangers tant était grande la réputation du seigneur saint Kido, qui protégeait les hommes et les biens sur l'eau salée. (...) Et puis il vint un temps où la mer attrapa mal au ventre, on ne sait pourquoi, ni comment. (...) À force de convulsions, elle dérouta ses courants, elle bannit ses poissons au large, elle encombra ses canaux de sa vase, elle finit par dégorger sur ses bords les galets qui lui faisaient mal. (...) La baie de Kido se trouva polie d'un cordon de galets polis et se dessécha derrière ce mur. La rivière devint un étang et les cloches de Languidou sonnèrent le glas du grand pardon. Pendant plusieurs années encore, des navires d'outre-mer, chargés de pèlerins, se présentèrent devant la Baie d'Audierne, cherchant l'entrée de la rivière de Kido. Mais ils avaient beau croiser de Pors-Karn à Pors-Poulhan, il n'y avait plus d'entrée »

### Naufrages et pilleurs d'épaves

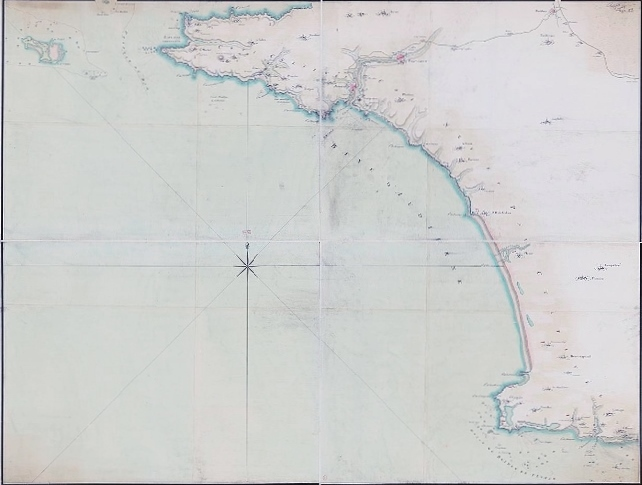
Carte de la Baie d'Audierne datant de la deuxième moitié du XVIIIe siècle.

La Baie d'Audierne, à cause de l'importante barre qui y règne, a été de tout temps redoutée par les marins, surtout à l'époque de la marine à voile, ce que le chanoine Pérennès explique en ces termes :

« (...) Des courants, au jeu capricieux, mal connu, qui varient avec le vent, l'heure et la force de la marée, règnent, même par beau temps, entre le Raz et la Pointe de Penmarc'h, et donnent à la mer un aspect singulier : creux énormes et subits en forme d'entonnoirs, déferlements inattendus, « appels » mystérieux d'en dessous, mouvements compliqués, au milieu desquels le bateau glisse sans trouver d'assise. Quand la tempête souffle de suroît, tous ces mouvements s'accentuent, et les grandes vagues qui roulent sans obstacles (...) [viennent] s'engouffrer dans la terrible mâchoire que forment les deux pointes, rendant la mer intenable. Gare alors au voilier surpris dans la baie ! (...) »

Les naufrages étaient fréquents, comme l'illustre ces témoignages valables pour une partie du XVIIIe siècle :

« Abstraction faîte des navires perdus corps et biens, des bâtiments de la marine royale et des barques de pêche, nous avons compté, de 1724 à 1789, 192 naufrages entre Penmarc'h et le Raz-de-Sein : Penmarc'h 48, Sein 32, Plogoff 7, Primelin 5, Audierne 22, Plouhinec 17, Plozévet 8, Plovan 19, Tréogat 6, Tréguennec 7, Beuzec-Cap-Caval 6. »

Une lettre en date du 10 février 1791 du conseil général de la commune d'Audierne dit : « Il est à la connaissance publique qu'il a péri cet hiver plus de 150 hommes, et qu'il s'est perdu pour des milliers de marchandises ». Un autre témoignage évoque le 13 pluviôse an III (1er février 1795) la perte d'un navire danois et d'un autre à Pors Louedec en Plouhinec, etc.
Par exemple le Concord, un navire anglais de Newcastle, transportant 2 400 lingots de plomb, se brisa à la côte le 2 septembre 1768 ; l'équipage fut sauvé. L'épave, découverte en 1992 non loin du port de Penhors et oubliée ensuite, a été redécouverte en 2019.
Jacques Cambry décrit ainsi l'attitude des riverains de la baie d'Audierne lors des naufrages :

« (...) l'impitoyable habitant de ces rives s'arme de crocs, de cordes, va se cacher dans les rochers pour y saisir ce que la mer transportera sur le rivage ; il attend sa proie, accroupi pour échapper à l'œil des surveillans [douaniers]. Jadis, il assommoit le malheureux qui lui tendoit les bras en échappant au courroux des flots, il l'enterroit et le dépouilloit sans pitié ; il est plus humain à présent, il accorde la vie, ne tue que rarement, mais il vole. »

Il y a eu dans le passé des naufrages célèbres en baie d'Audierne, dont, sous la Révolution française, celui du vaisseau Les Droits de l'Homme, face à la plage de Canté en Plozévet, où se dresse un menhir gravé d'une inscription à la mémoire des centaines de victimes qui furent enterrées sommairement dans la dune.
Les habitants de Plovan et des environs souffraient à l'époque de la réputation d'être des naufrageurs comme en témoigne cet extrait d'une nouvelle de Guillaume de La Landelle qui évoque, de manière romancée et probablement exagérée, le naufrage de la Minerva, un brick de Saint-Malo, en 1815 :

« (...) Dans la baie d'Audierne, les naufrageurs, bien que retenus par la crainte des douaniers et des gendarmes, exerçaient encore en 1835 leur cruelle industrie. Le point le plus mauvais a nom La Palue ou La Palud. Durant deux kilomètres environ, les dunes sont bordées de marécages presque inextricables, qu'habite une population aussi farouche que misérable. Là végète, entassée sous d'horribles huttes creusées dans le sol, loges immondes dont ne voudraient pas les cannibales de Nouvelle-Zélande, une foule d'êtres hâves, à peine vêtus, couchant sur des litières de jonc humide et dévorant avec avidité des aliments sans nom. (...) Dès qu'un navire est en péril en vue de leur côte, (...) hommes, femmes et enfants s'y précipitent pour piller. Sans pitié pour les naufragés, qu'ils n'osent plus massacrer comme jadis, ils les laissent froidement périr sous leurs yeux, puis les dépouillent et les enterrent précipitamment. Un naufrage amène parfois de vrais combats entre les pillards et les préposés des douanes ou la gendarmerie. »

« (...) Les malheureux ! (...) par cette brise d'ouest (...) ils seront brisés à la côte (...) par le travers de Plovan (...). En face de Plovan ! (...) Mais c'est La Palue ! Les pauvres gens n'ont aucune chance de s'en tirer ; les sauvages des marais les pilleront et les rejetteront à la mer. »

« - Est-ce possible ? Y a-t-il encore des naufrageurs dans notre pays ? »

« - Il n'y a pas autre chose entre Plovan et Tréguennec. Les paludiers, pires que des Bédouins, guettent déjà leur proie. »

### Révolution française
La Baie d'Audierne fut pendant la Révolution française le théâtre de plusieurs combats navals, notamment :
- Le 23 août 1794 la frégate française Volontaire et les corvettes l' Espion et l' Alerte furent attaquées par une escadre de six bateaux anglais. La Volontaire parvint à s'échouer volontairement près de la Pointe de la Torche et son épave a été retrouvée en 2020 dans la baie de Pors Carn près de Penmarc'h ; l' Alerte et l' Espion s'échouèrent sur le récif de la Gamelle au sud du port d'Audierne ; l' Espion parvint à se déséchouer[22] ; par contre l' Alerte n'y parvint pas et son épave gît près du récif de la Gamelle.

- Le Droits de l'Homme, un vaisseau de ligne français de 74 canons, après un combat le 25 nivôse an V (13 janvier 1797) contre deux bateaux anglais, s'échoua sur un banc de sable devant Plozévet. Le naufrage conduit à la perte de 250 à 400 marins parmi les 1 300 embarqués.

### La baie d'Audierne auXIXesiècle
Entrecoupés de marais, les terrains sablonneux étaient peu propices à la culture, ce qui explique que la région soit restée pendant longtemps très peu habitée.
Émile Souvestre l'a décrite en ces termes :

« Parmi toutes les baies qui découpent les côtes de la Bretagne, il n'en est aucune qui puisse être comparée, pour l'aridité sauvage de son aspect, à la Baie d'Audierne... Tout est dépouillé et désert : nul ombragé, nulle fleur, nul bruit de vie, si ce n'est le cri du goéland (...). C'est à peine si par intervalles quelques pâles traînées de gazon marin rongé par le vent teignent le grain du promontoire ou le sable de la dune, tandis que çà et là s'élèvent des menhirs penchés par l'ouragan et des dolmens à demi enfouis (...). »

À partir de 1850 environ, la région fut occupée progressivement par des paysans qui n'avaient pas les moyens de s'installer ailleurs, des paluds furent aménagés, les hommes s'y livrant à de maigres cultures et des penn-tiou, parfois de simples huttes, furent construits ; la pêche, l'élevage de quelques bêtes et le fruit des épaves les aidaient à survivre. Leur nourriture : « des pommes de terre cuites à l'eau, un peu de pain noir parfois, et des coquillages arrachés aux rochers ».
Gabriel Puig de Ritalongi a écrit à propos des habitants : « Le fond du caractère de ces gens n'est pas méchant, encore moins sanguinaire. Quant aux redoutables pêcheurs de goëmon [goémon] de la palud, j'ai eu l'occasion de les voir de près ; j'ai même traversé à pied et sans armes la côte de Saint-Guénolé à Tréguennec et en sens inverse celle de Plovan à Tréguennec sans avoir à subir ni leurs menaces, ni leurs obsessions ». On a quand même, à le lire, l'impression que l'auteur a pris des risques..
L'épave du vapeur uruguayen  Parahiba, lancé en 1889, se trouve au large de la Baie d'Audierne : « l'épave est coincée dans un grand canyon » écrit le SHOM (Service hydrographique et océanographique de la Marine).

### La récolte et le brûlage du goémon

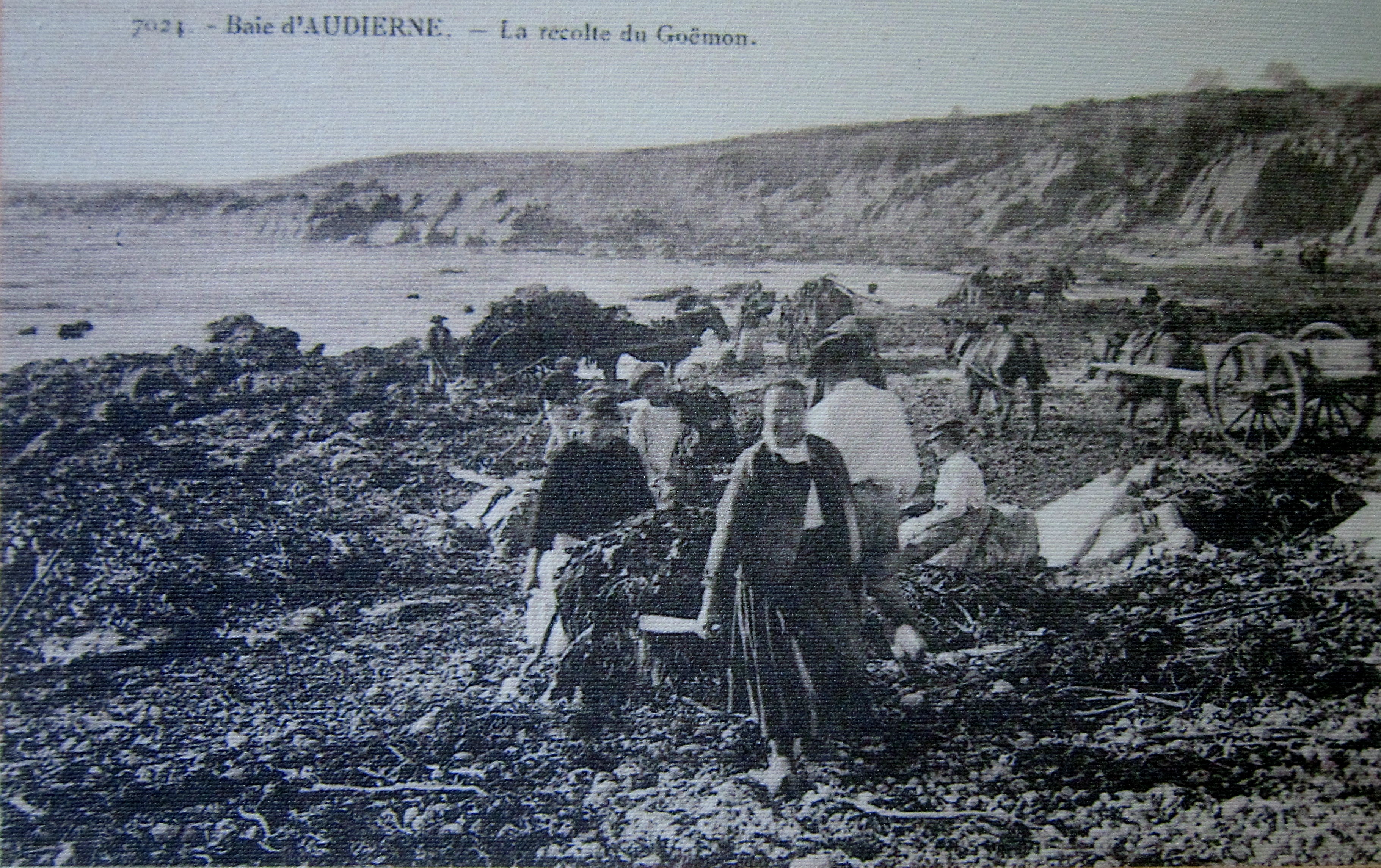
La récolte du goémon en Baie d'Audierne vers 1920.

Au XIXe siècle, le brûlage du goémon, afin de récupérer la soude (qui servait notamment à fabriquer du savon, du verre, ..), fut une activité intense le long du littoral de la Baie d'Audierne. Le goémon servait aussi à la fumure des terres et constituait, encore au début du XXe siècle un apport financier non négligeable pour les familles modestes. La construction d'une usine d'iode à Audierne en 1874 par Delécluse-Trévoëdal réactiva cette activité (par exemple en 1929, cette usine produisit 1 925 tonnes de soude qui donnèrent environ 17 tonnes d'iode. Pendant la Seconde Guerre mondiale, les besoins de l'armée allemande (en particulier pour la fabrication de teinture d'iode) offrirent des débouchés aux goémoniers. L'usine d'Audierne périclita au milieu de la décennie 1950, en raison surtout de la concurrence de l'iode chilien, obtenu à partir de gisements de nitrates riches en iode.

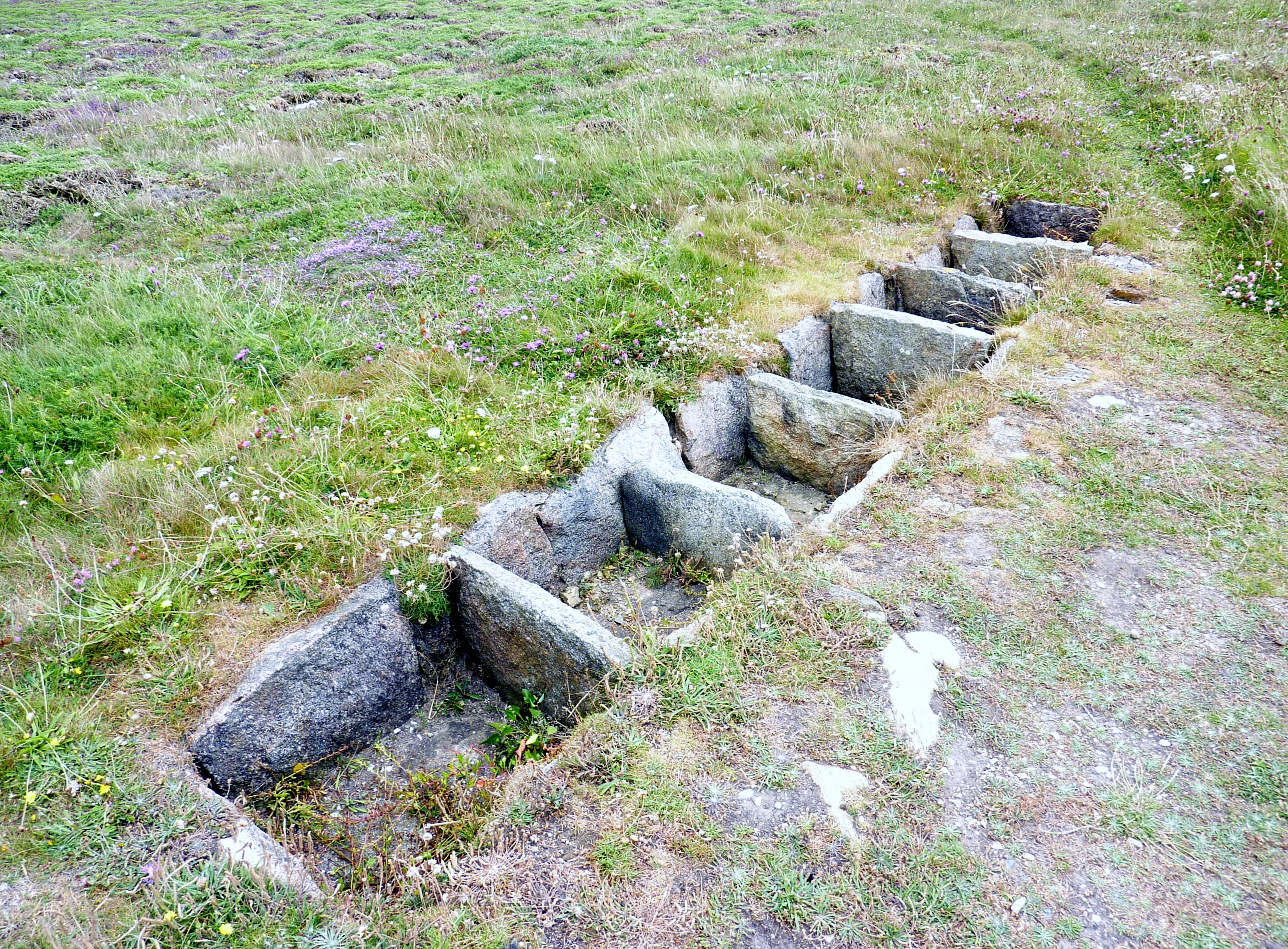
Four à goémon à Penhors.

Mais la construction de cette usine n'alla pas sans protestations de la part des agriculteurs : « La Baie d'Audierne produit chaque année trois mille tonneaux de cendres de warech, ce qui correspond à la quantité énorme de quatre-vingt-dix mille tonneaux d'engrais soustraits à la culture », écrit en 1872 Dumanoir, président du comice agricole de Pont-Croix, dans une lettre au Préfet du Finistère dans laquelle il tente en vain de s'opposer à l'ouverture de cette usine d'iode.
Pierre-Jakez Hélias décrit ainsi cette activité :

« La côte fume (...) sur tout le littoral de la Baie d'Audierne. C'est le goémon que l'on brûle pour en tirer la soude, le pain de mer. Pendant l'hiver, les femmes de Penhors sont descendues dans l'eau à marée basse pour ramasser, sur les champs de récifs, et jusque dans les vagues, cette étonnante moisson. Deux par deux, alourdies par leurs robes mouillées d'eau de mer, trébuchant à chaque pas sur les galets croulants, elles ont monté avec peine des chargements d'algues sur l'herbe rase de la falaise. Ni le vent, ni la pluie n'ont jamais vaincu leur obstination. Avec des gestes de faneuses, elles ont tout étalé ces lanières, ces corolles, ces herbes, ces touffes de toutes formes et de toutes couleurs pour les faire sécher. Aux jours permis, les paysans de l'intérieur sont descendus sur la côte où ils ont prélevé eux aussi de pleines charretées de ce précieux fumier de mer.(...) Sur la falaise, aux endroits les plus éventés, il y a des fosses étroites et longues, garnies de pierres plates. (...) Ce sont les fours. Ils sont divisés en compartiments à peu près carrés par des plaques de pierre posées de chant. Le goémon y est entassé, on y met le feu. Une fumée acre et lourde se dégage bientôt et s'écoule presque à ras de terre dans le lit du vent dominant, tandis qu'une sorte de lave se dépose au fond de la fosse. Les hommes cependant s'activent de leur mieux pour mener la fournée à bien. Armés d'une barre ferrée appelée pifon, ils remuent la couche de goémon pour la faire mieux brûler, et en même temps ils boulangent, ils mélangent la pâte, la tassent dans le fond. Au fur et à mesure que le goémon brûle, ils en ajoutant d'autres fourchées. Cela donnera des pains de soude qui refroidiront dans les compartiments jusqu'à faire des blocs grossiers. Ces blocs, séparés les uns des autres par des polaques de pierre, seront dégagés au pifon. Un camion les emportera vers les usines pour en tirer diverses pharmacies. »

Gabriel Puig de Ritalongi décrit en 1894 ce métier « pénible et dangereux » : « lorsqu'ils ont entassé leurs varechs, ils les lient, les rejettent à la mer et les transportent sur l'eau sans l'aide d'une barque, mais en les guidant avec une longue perche. Ils doivent pour cela escalader les rochers, se pencher au-dessus des abîmes, parfois même suspendus aux anfractuosités croulantes, sans rien pour les retenir, accrochés d'une main et de l'autre guidant leur chargement et l'empêchant d'accoster et de se briser sur les falaises. Les femmes se livrent également à ce métier périlleux ».
Sur toute la palud, les paysans proches du littoral avaient aussi l'habitude de draguer avec des sennes à mailles fines tirées sur les plages et ramassant crevettes, poissons, limon, sable, varech, le tout accumulé formant comme un tissu imperméable capturant les moindres larves afin d'en faire un fumier pour leurs terres.

### La Première Guerre mondiale
Le Berwind, ex Boston City, un cargo à vapeur lancé en 1893 à Sunderland (Royaume-Uni), ayant appartenu à un armateur anglais et vendu en 1905 à un armateur new-yorkais, réquisitionné par l' US Shipping Board pour ravitailler le corps expéditionnaire américain en France, fut torpillé dans la baie d'Audierne le 3 août 1918 par le sous-marin allemand U88 ; 44 des 50 hommes d'équipage furent sauvés par l'escorteur français Gardon, un chalutier armé.

### La Seconde Guerre mondiale
L'Organisation Todt a construit une importante usine de concassage de galets, ouverte en 1942, qui a prélevé plus de 400 000 m3 dans l'  Ero Vili, contribuant largement à l'amincir et à le fragiliser.
Jeanne Plouzennec, ouvrière à Plovan, témoigne des combats du 24 août 1944 en Baie d'Audierne : « La nuit dernière, j'ai été réveillée par le fracas d'un combat naval en Baie d'Audierne. On raconte que sept navires de la Kriegsmarine ont été coulés. Ce matin le silence est revenu. En passant par un chemin au bord de l'eau, j'aperçois le corps d'un soldat allemand étendu sur la grève. Je m'approche et je suis troublée par ce spectacle. L'une de ses jambes a été presque arrachée par une explosion. Afin de la maintenir, il l'a attachée avec sa ceinture de cuir, et a réussi à nager jusque là. Pauvre homme. Il a du sentir qu'il allait mourir ici, et a sorti de son portefeuille les photos de sa femme et de ses enfants, pour les disposer autour de lui, face à son visage ».

#### La Baie d'Audierne décrite en 1944
Auguste Dupouy en fait cette description en 1944 : « Le menez en bordure de la côte rocheuse, et la palud, en bordure de la plage de sable ou de galets, furent des siècles durant un no man's land abandonné. (...) Le champ et la maison y font chaque année des conquêtes. Les marais et lagunes sont disciplinés par des drainage. Le blé mûrit au bord des étangs, et le vert tendre des feuilles de pois, culture introduite dans ces polders il y a moins de cinquante ans, fait ses alignements sur des carrés de sable. Mais, derrière cette zone littorale et vers la pointe (...) il y a beaucoup de bonne terre, là surtout où l'on domine de si peu que ce soit la plaine, là où le riverain bâtissait, et où se maintiennent encore de bonnes vieilles maisons en pierre taillée, les unes coiffées d'ardoise comme celles de Lerven en Penmarc'h, la plupart de chaume, comme on en voit encore au village de Tréguennec ».

### Projet d'exploitation minière
En 2022, la contestation publique tente de désamorcer tout projet minier dans la future réserve naturelle de la baie d’Audierne, qui recèle le deuxième plus important gisement de Lithium en France.
Le Bureau de recherches géologiques et minières (BRGM) a établi en 2018 que ce site naturel disposerait du deuxième plus important filon de lithium du pays : 66 000 tonnes d’oxyde de lithium (soit 36 000 tonnes de lithium commercialisable), enfouies à 130 mètres de profondeur.
La possibilité d’une exploitation du gisement suscite une vive opposition des élus et des habitants. De plus cela mettrait en cause un site naturel triplement protégé : zone Natura 2000, zone humide labellisée (Ramsar) et propriété du Conservatoire du littoral.
. Le 26 février 2022, un rassemblement réunit plus de 600 personnes à Tréguennec, commune de 350 habitants.

## Écologie

### Fragilité du cordon de galets et recul du trait de côte
Le cordon de galets, graviers et sable était par le passé large d'une cinquantaine de mètres (de plus de 100 mètres par endroits) et haut de 7 à 8 mètres, mais l'érosion et des prélèvements excessifs effectués par les hommes l'ont fragilisé, ainsi que la circulation automobile longtemps tolérée à l'arrière du cordon de galets. Dès mars 1934, un arrêté préfectoral avait interdit toute extraction côtière sur le territoire de la commune de Plovan. L'exploitation du cordon de galets s'est toutefois aggravée pendant la Seconde Guerre mondiale du fait des Allemands principalement à Tréguennec dans le cadre de l'Organisation Todt pendant la Seconde Guerre mondiale (les galets prélevés étaient destinés à la construction des blockhaus du mur de l’Atlantique. Les extractions durèrent 3 ans au rythme de 6 trains partant chaque jour de l’usine de triage de Tréguennec), et s'est poursuivie les décennies suivantes par des entrepreneurs locaux, approvisionnant entre autres la reconstruction de la ville de Brest : l'exploitation cessa définitivement en 1968.
Le recul de la côte en raison de la fragilité du cordon littoral formé de dunes de sable et de galets, menacé par l'érosion, principalement lors des tempêtes, est sensible et a tendance à s'accentuer en raison de la montée du niveau des océans et des prélèvements excessifs de sable et de galets qui ont pu avoir lieu par le passé. La circulation automobile longtemps restée anarchique sur le cordon littoral et la plage elle-même a aggravé la situation, même si ce problème est désormais résolu grâce aux aménagements récents survenus.

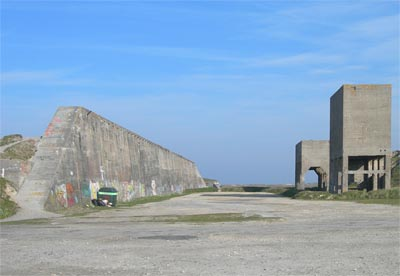
Tréguennec : le camp Todt, vue générale
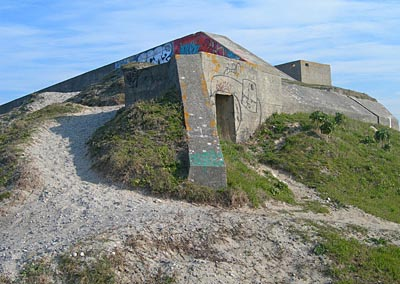
Tréguennec : le bunker ouest du camp Todt
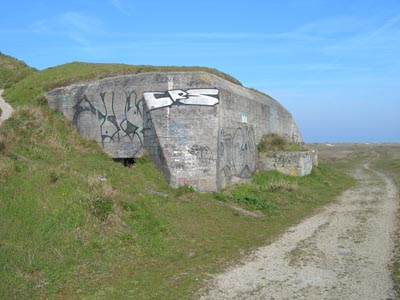
Tréguennec : le bunker est du camp Todt
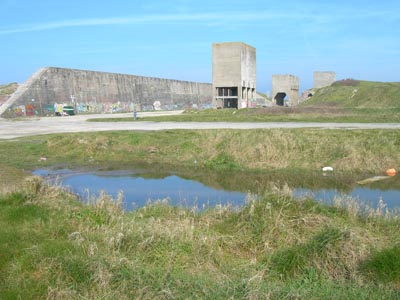
Tréguennec : le camp Todt vu de la carrière communale
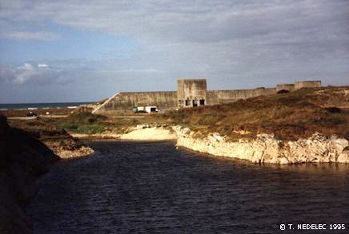
Tréguennec : le bâtiment des concasseurs vu de loin
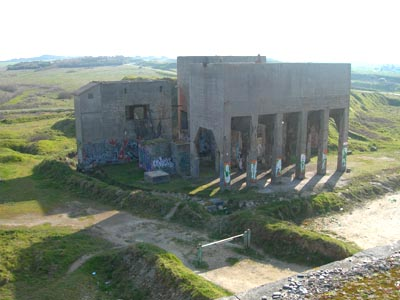
Tréguennec : le bâtiment des concasseurs vu de près
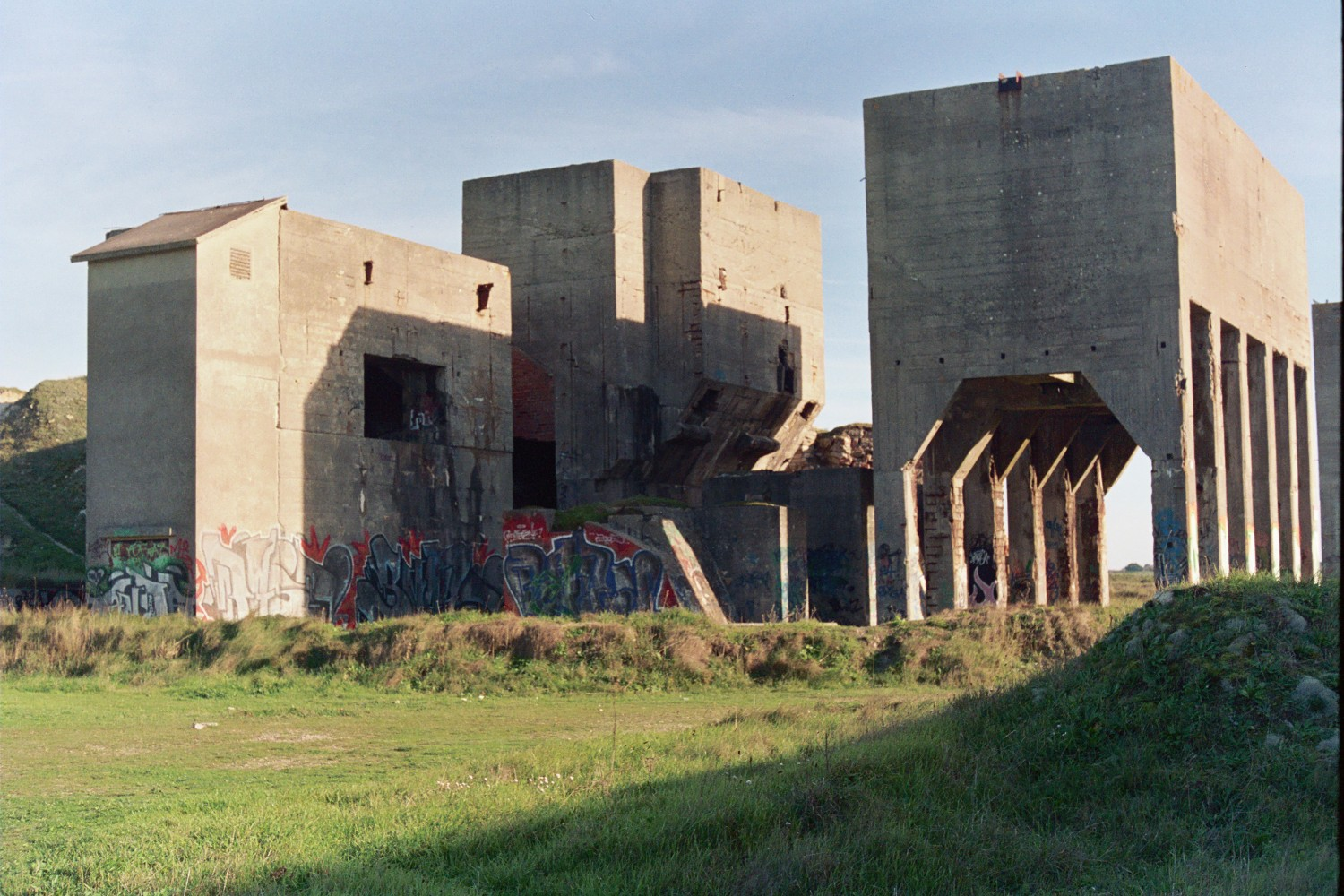
Tréguennec, camp Todt, bâtiments de production

Le recul de la côte est particulièrement visible à Tréguennec où les ouvrages de béton construits par les Allemands en 1943-1944 à l'abri des dunes se retrouvent actuellement au milieu de la plage. Une évolution inverse peut toutefois se produire localement : par exemple la fermeture naturelle due à l'ensablement au cours de la décennie 1990 de la brèche qui antérieurement permettait à l'étang de Trunvel de communiquer avec la mer a entraîné une montée du niveau de l'eau du dit étang, un dépérissement de la roselière au centre de l'étang par ennoiement et son déplacement en périphérie au détriment des prairies humides, dont la disparition est aussi accélérée par l'abandon des pratiques agricoles de fauche et d'élevage bovin.
La poursuite des prélèvements de galets, licites ou illicites, après la guerre par des entrepreneurs locaux s'est poursuivie pendant une trentaine d'années fragilisant encore plus ce rempart naturel jusqu'au point de non-retour atteint en février 1966 : des vagues le rompent et la mer inonde la palue.
Il faut attendre la décennie 1990 pour que les collectivités locales prennent conscience de l'enjeu et commencent à mener des politiques volontaristes de préservation du milieu naturel.

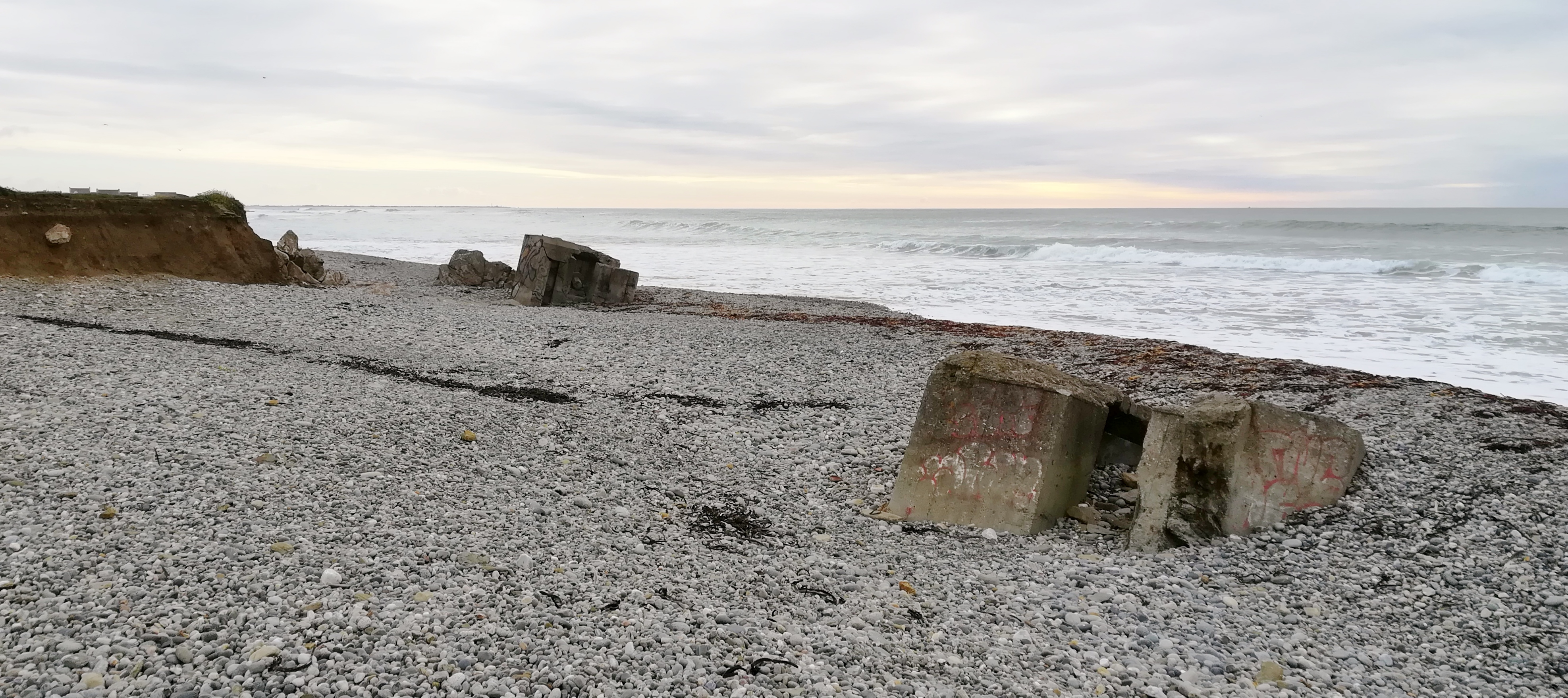
Le recul du trait de côte en raison de l'érosion marine en baie d'Audierne : blockhaus désormais épars sur la plage de galets à l'ouest de Penhors.

Entre 1952 et 2011, le recul du trait de côte atteint par endroits jusqu'à 1,80 mètre par an en moyenne : c'est le cas notamment à proximité de l'étang de Trunvel (recul de plus de 100 mètres entre 1943 et 1990 face à cet étang et recul de 115 mètres en 59 ans, entre 1952 et 2011, à Tréogat ainsi qu'au nord de la pointe de la Torche). Des tempêtes provoquent des brèches par lesquelles l'eau de mer envahit les paluds en 1966, en 1978, en 1982 (face à Tronoën), en 1989 (face à l'étang de Trunvel), etc.
Le recul des falaises de micaschistes au nord de Penhors est aussi important, d'où l'existence d'une plate-forme d'abrasion découvrant à marée basse, large par endroits de plusieurs centaines de mètres ; depuis la fin du XVIIIe siècle le recul du trait de côte atteint jusqu'à 58 mètres dans le secteur de Penhors et 47 mètres à hauteur de Palud Pellan. Les cordons d'enrochement entrepris afin de stabiliser le trait de côte, surtout le long du littoral de Pouldreuzic, et à un degré moindre de Plozévet, contribuent à tarir le réapprovisionnement en galets (provenant de galets fossiles datant du pléistocène qui sont abondants dans les plages soulevées situées en sommet de falaise) de l'Ero Vili.

### Flore des marais

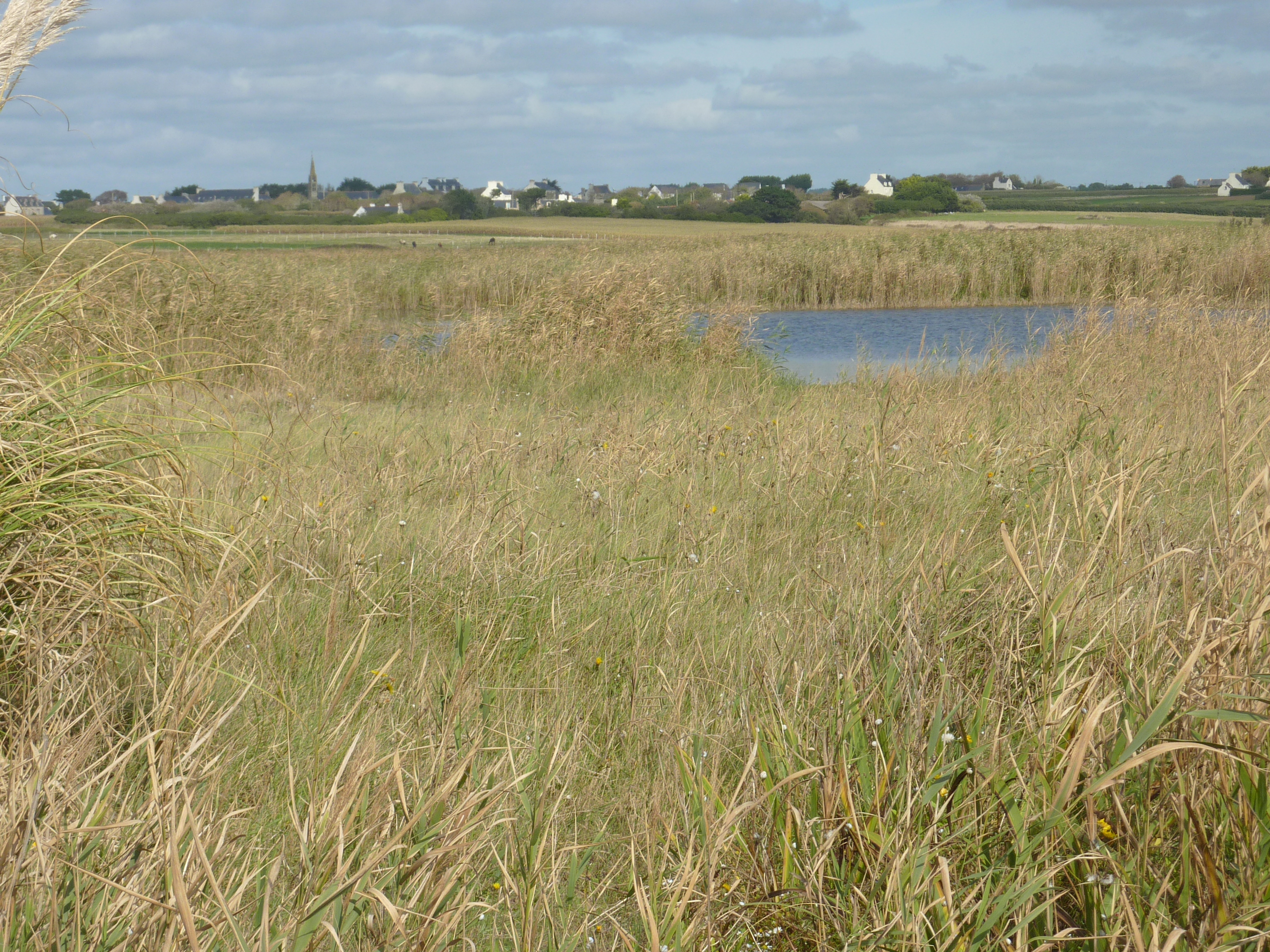
Baie d'Audierne : les roselières entourant l'étang de Kergalan. Le bourg de Plovan est visible à l'arrière-plan

Les dunes littorales sont recouvertes de plantes caractéristiques comme l'helichrysum. Les marais littoraux sont recouverts de roselières formées principalement de roseaux communs (phragmites australis), des saulaies se développant en périphérie.
Les moustiques pullulent dans les roselières, la ponte des larves se produisant dans les vieux roseaux. Il y a donc moins de moustiques dans les roselières cultivées.

#### Utilisation traditionnelle des roselières
Le roseau, qui est exploité pour les toitures de chaume (chaumières) en baie d'Audierne, offre le gîte et le couvert pour un ensemble d'oiseaux adapté à ces milieux. Depuis 1989, 40 ha de roselières sont à nouveau exploités, les roseaux sont coupés entre le 15 novembre et la fin mars, la repousse ayant lieu du 1er avril au 15 août. Cette famille de roseaux a une hauteur allant de 1 m à 2,50 m ; le rhizome pousse d'environ 5 cm par an.
Les gerbes sont coupées dans les marais, triées, puis mises en bottes prêtes à être posées sur le toit. La circonférence d'une botte est de 60 centimètres. On fait des ballots de cent gerbes.
Pour une maison, on compte 12 bottes par m², soit environ 1 300 bottes de roseaux réparties sur 35 centimètres d'épaisseur. La pente du toit, de 45 degrés pour les toitures en ardoise, est de 50 à 55 degrés pour les roseaux. Au sommet du toit (ligne de faîtage), on place de la terre végétale pour y faire pousser des herbes ou des fleurs : cela évite des infiltrations d'eau. La durée de vie d'un toit est de 30 à 35 ans avec possibilité de repiquage.

### Avifaune
La baie d'Audierne est un milieu exceptionnel, reconnu comme « Site d'intérêt européen » pour l'originalité de ses paysages et pour la diversité de sa flore, de sa faune (et surtout de son avifaune, 310 espèces d'oiseaux y nichent ou y migrent (sur 450 espèces identifiées en France), fréquentant les étangs littoraux, à l'abri de vastes roselières (certaines espèces construisent des nids flottants, le roseau étant alors idéal comme matériau). Les principales espèces d'oiseaux nicheurs présents sur le site sont le râle d'eau, le héron pourpré, le butor étoilé, le blongios nain, la rousserolle effarvatte, la rousserolle turdoïde, la locustelle luscinioïde, le busard des roseaux, la mésange à moustaches (dite aussi panure à moustaches), le pluvier à collier interrompu, le grèbe castagneux, le canard chipeau, le canard colvert, la foulque macroule, le traquet motteux, la cisticole des joncs, l'alouette des champs, le phragmite aquatique (seul passereau mondialement menacé d'extinction en Europe continentale), etc. C'est d'ailleurs un site naturel classé depuis 1989, réparti sur sept communes et d'une étendue de 1 165 ha.
« Des nids [de rousserolle effarvatte] sont régulièrement installés le long des berges de l'étang de Trunvel à Tréogat. (…) D'avril à juillet, le chant de l'espèce retentit dans toutes les roselières de la baie d'Audierne et, durant cette période, c'est l'oiseau qui apparaît le plus régulièrement dans les filets installés dans les roseaux. Sur le secteur, c'est de loin l'espèce nicheuse la plus abondante ».
Une station de baguage des oiseaux est créée en 1988 en bordure de l'étang de Trunvel, sur la commune de Tréogat. Ouverte les matins, sur l'ensemble de la période de migration des passereaux paludicoles, du 1er juillet au 31 octobre, un animateur y explique l'intérêt et les techniques de baguage des oiseaux, en collaboration avec le CRBPO. Elle figure parmi les principaux sites de baguage en France avec une moyenne annuelle de 7 000 captures pour 118 espèces.

### Faune marine
Le site recueille sur ses côtes de nombreuses espèces marines qui y trouvent refuge entre la côte continentale et les îles du Ponant finistérien dont l’île de Sein qu'on rattache souvent aussi au pays Bigouden.
Bien que le pays Bigouden soit de tradition plutôt terrienne, les femmes de Sein partageaient souvent les mêmes traditions et activités que les Bigoudens du continent, ou bien vivaient sur le continent durant l’hiver difficile à Sein, certaines familles sénanes y possédant aussi des potagers car les cultures maraîchères étaient difficiles et insuffisantes sur l’île, et les pêcheurs sénans apportaient l’essentiel de leur pêche en port de Loctudy avant de rentrer sur l’île ou de cultiver leur potager en pays bigouden ou acheter les provisions de bouche avant de rentrer sur l’île avec leur panier de pêche.
De fait la pêche en baie d’Audierne était très fructueuse et suivie par de nombreux oiseaux qui suivaient les pêcheurs pour collecter les espèces non conservées (mouettes, fous de Bassan, et depuis quelques années des macareux revenus de la Manche). Les eaux sont riches aussi en poissons de grande taille dont le bar.
De plus, la baie d’Audierne offre un plateau continental favorable à l’élevage des langoustes et homards en paniers, et les eaux sont aussi riches en langoustines, galatées et petites crevettes grises ; son fond est également habité par des espèces très charnues de crabes marins.
Des baleines y étaient observées, et on observe toujours des dauphins et petits requins appelés des peau bleue qui étaient capturés aussi autrefois pour leur viande, mais le plus souvent uniquement car ils se retrouvaient au milieu des filets, ceux-ci étant friands des riches bancs de poissons de la baie et de la mer d'Iroise, et on en trouve encore en criée de Loctudy. Il ne se passe pas d'année sans qu'il ne soit question d'échouages de dauphins, marsouins, ou même de baleines sur les côtes de la baie.
Bien que la pêche soit toujours importante, la diminution des bancs de poissons et crustacés reste un problème et a conduit à la limiter pour préserver la ressource, de même que la pollution marine (dont les dégâts causés par les marées noires et dégazages sauvages des navires croisant au large de la Bretagne) qui a marqué toute la région et appauvri les espèces aviaires.

### Mesures de protection
La création du SIVU de la Baie d'Audierne (Syndicat Intercommunal regroupant les communes de Penmarc'h, Plomeur, Saint-Jean-Trolimon et Tréguennec) en 2000, ses missions s'articulent autour de la mise en valeur des dunes, pelouses dunaires et marais littoraux, qui appartiennent pour l'essentiel (plus de 600 hectares) au Conservatoire du littoral depuis 1984.
La Maison de la Baie d'Audierne, située à proximité de l'étang et de la chapelle de Saint-Vio en Tréguennec, installée dans un ancien corps de ferme réhabilité, organise des actions de sensibilisation à la protection de l'environnement et une découverte du patrimoine naturel, des expositions et des balades natures accompagnées.
Le Conservatoire du littoral possède et protège 642 hectares le long de la baie d'Audierne.
L' « Association des amis de la Baie d'Audierne » a organisé les 24 et 25 août 2019 le deuxième « Week-end de la baie » (le premier a eu lieu en août 2018) qui consiste à proposer de nombreuses conférences et animations consacrées à la baie d'Audierne.
La Baie d'Audierne est devenue en septembre 2021 la 51e « zone humide d'importance internationale » au titre de la Convention de Ramsar ; le site labellisé s'étend sur 2 400 hectares, comprend les étangs de Kergalan et de Trunvel, et abrite plus de 1 000 espèces animales dont plus de 300 espèces d'oiseaux.
En décembre 2021 la création d'une réserve naturelle régionale, vaste de 630 hectares, dénommée "Dunes et paluds bigoudènes" est annoncée. La création de la "Réserve naturelle des dunes et paluds bigoudènes" est prévue au premier semestre 2025 ; située le long de la Baie d'Audierne, elle s'étendra au minimum sur 1 700 hectares ; elle est vouée essentiellement à la protection des oiseaux, de nombreuses espèces y trouvant refuge, notamment dans les marais et l'étang de Trunvel (en Tréogat).

## Tableaux

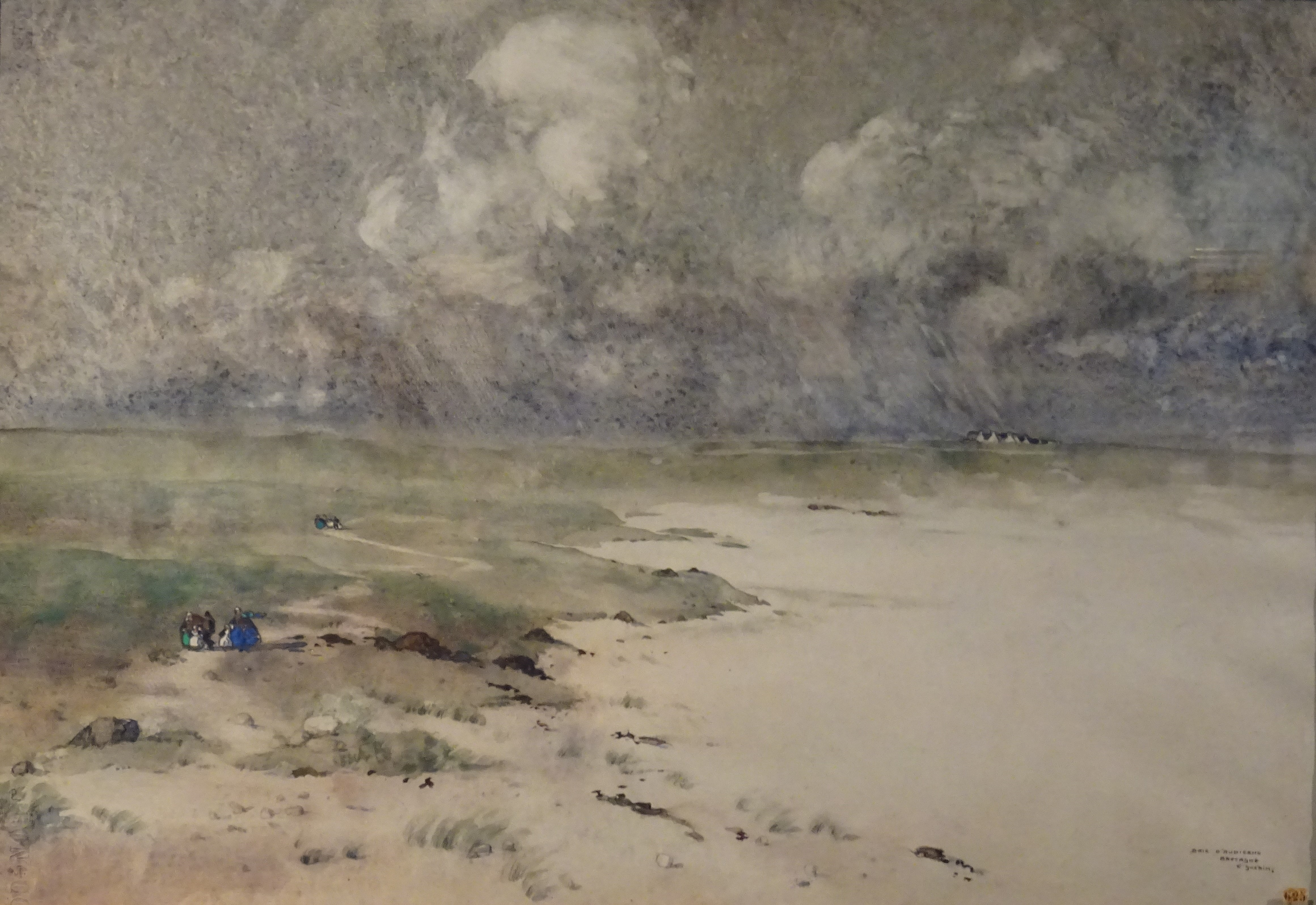
Ernest Guérin : Baie d'Audierne, Bretagne (mine de plomb et aquarelle sur papier, non daté).

- Ernest Guérin : Baie d'Audierne, Bretagne (mine de plomb et aquarelle sur papier, non daté).

## Tourisme
La « Route du vent solaire » (circuit de découverte de la baie d'Audierne), est un itinéraire touristique rejoignant la Pointe du Raz à la Pointe de Penmarc'h. Elle est jalonnée de tables de lecture expliquant la vie des gens du pays, le patrimoine bâti, les paysages.
La « Maison de la Baie d'Audierne» (une ancienne longère) sensibilise à la protection de l'environnement et ouvre aux richesses du milieu naturel (dunes, pelouses dunaires, marais littoraux, faune).

### Émission de Radio
- Mathieu Vidard, « L'été en Bretagne  1/5 : Sur la plage de la Baie d’Audierne" », sur La Terre au carré, France Inter, Radio France, 20 juin 2022 (consulté le 26 juin 2022)